# Ауд-Лосдрехт
Ауд-Лосдрехт (нід. Oud-Loosdrecht) — село в нідерландській провінції Північна Голландія. Входить до муніципалітету Вейдемерен.
Його площа становить 15,58 км², а населення станом на 2021 рік складало 2 205 осіб.
Перша згадка про населений пункт датується 1384 роком.

## Галерея

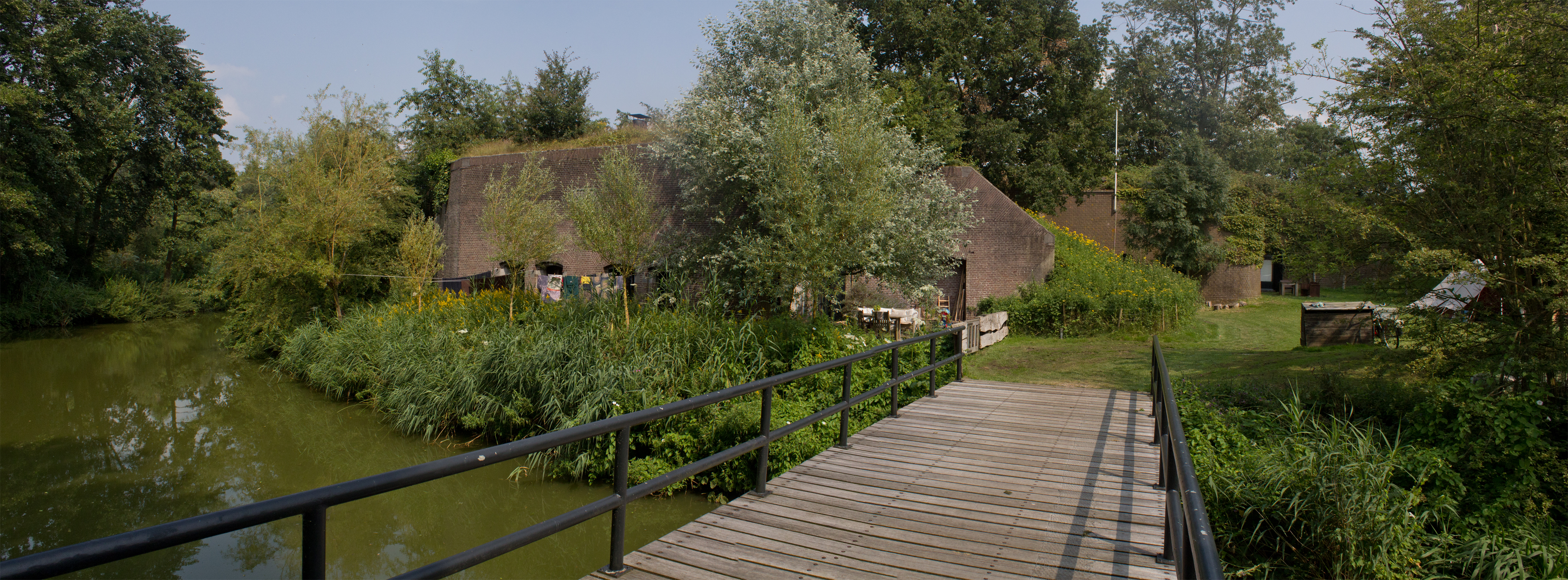
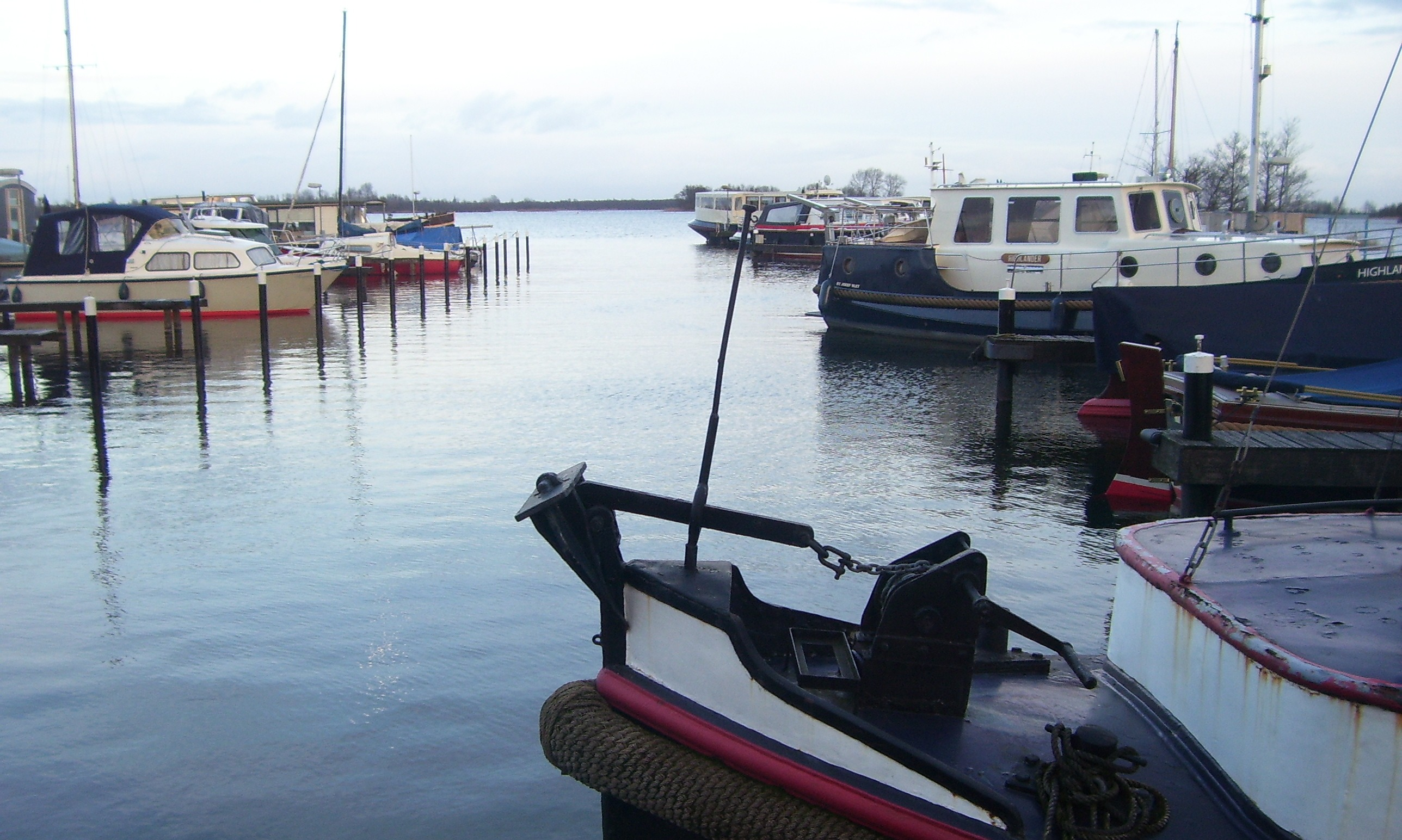
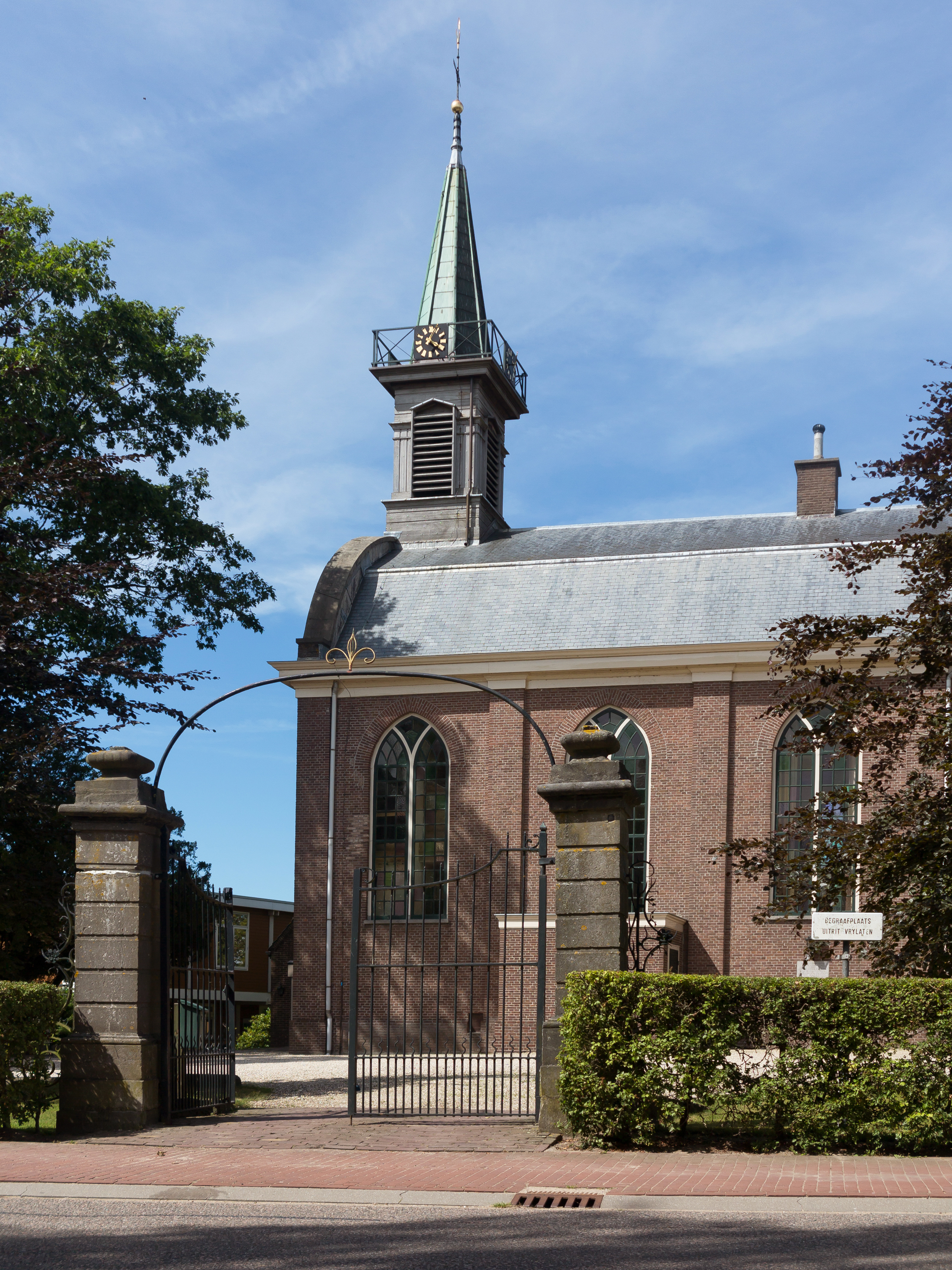
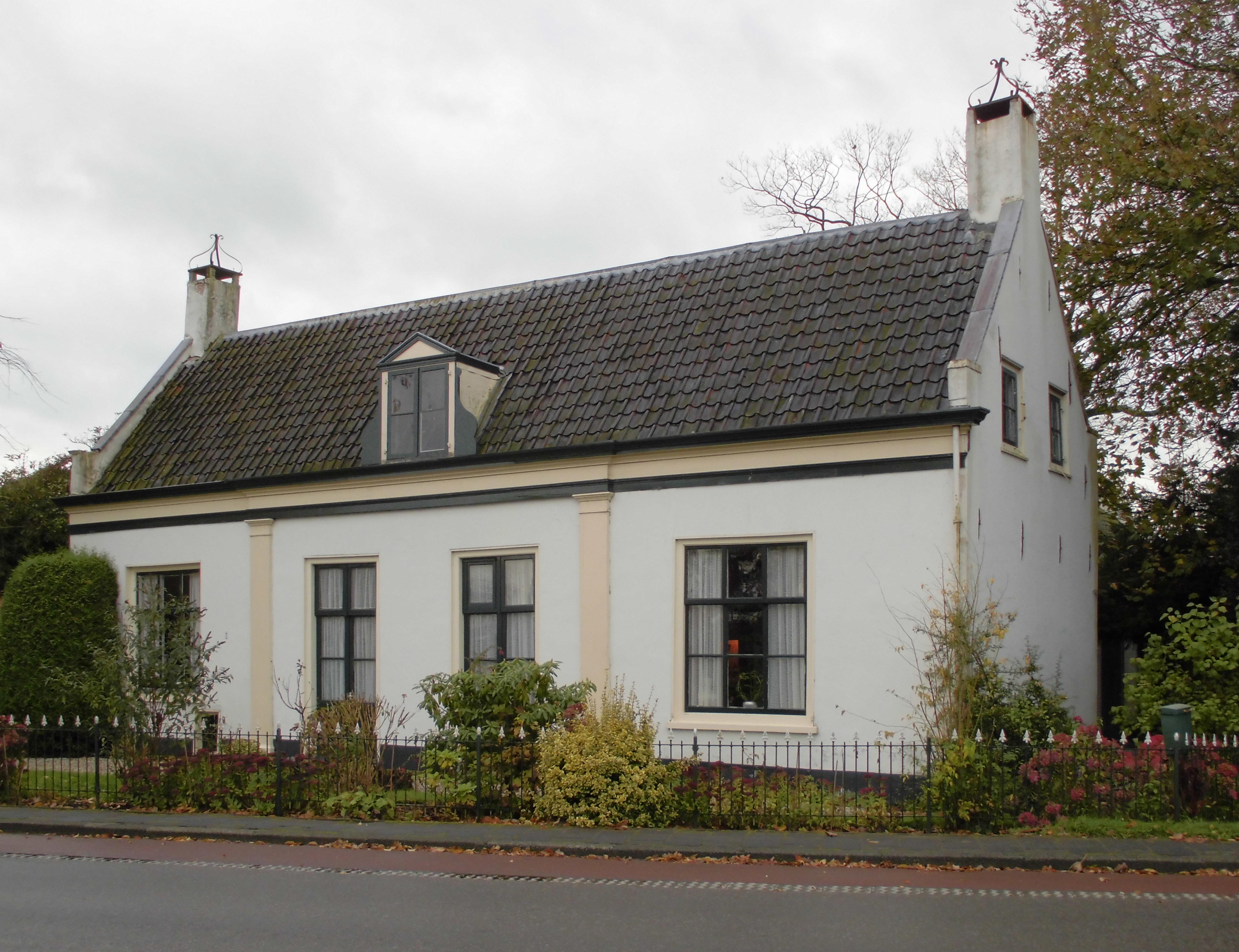